# Agostino di Giovanni
Agostino di Giovanni ou Agostino da Siena est un architecte et un sculpteur italien gothique, qui a été actif en Toscane au Trecento, entre 1310 et 1347.

## Biographie
Agostino di Giovanni étudia avec Agnolo di Ventura (da Siena également) auprès de Giovanni Pisano, et en 1317, ils sont notés comme architectes appointés dans leur ville natale, où ils établissent la Porta Romana, l'église et la couvent Saint-François et d'autres édifices.
Sur la recommandation de Giotto di Bondone, qui les considérait comme les meilleurs sculpteurs de leur temps, ils exécutent en 1330, le tombeau de l'évêque Guido Tarlati dans la cathédrale d'Arezzo que Giotto dessina.
Beaucoup de leurs œuvres furent détruites par les troupes françaises du duc d'Anjou.
Il travailla avec son fils Giovanni d'Agostino à Arezzo.

## Œuvres
- Porta Romana, Sienne.
- Martyre de San Vittore (quatre panneaux) et Martyre de San Ottaviano (3 panneaux), issus de la cathédrale de Volterra, au musée d'art sacré de Volterra (attribution conjointe par Adolfo Venturi).
- Tombeau de Guido Tarlati, cathédrale, Arezzo.

## Sources
- (en) Cet article est partiellement ou en totalité issu de l’article de Wikipédia en anglais intitulé « Agostino da Siena » (voir la liste des auteurs).

- (it) Cet article est partiellement ou en totalité issu de l’article de Wikipédia en italien intitulé « Agostino di Giovanni » (voir la liste des auteurs).